# أرض العجائب (رواية)
أرض العجائب (بالإنجليزية: Wonderland)‏ هي رواية للكاتبة الأمريكية جويس كارول أوتس، نشرت عام 1971، عن دار نشر فانغراد بريس.

## روابط خارجية
- أرض العجائب على موقع الموسوعة البريطانية (الإنجليزية)